# Conan szermierz
Conan szermierz – antologia opowiadań o Conanie Barbarzyńcy autorstwa L. Sprague de Campa, Lina Cartera i Björn Nyberg. Po raz pierwszy została wydana w 1978 roku przez wydawnictwo Bantam Books, później była wydawana przez wydawnictwo Ace Books (1987) i Tor Books (2002). Jest to jednocześnie dwudziesta czwarta książka z tzw. "czarnej serii", wydawanej w latach 1991-2000 przez wydawnictwa PIK i Amber.
W Polsce książka została wydana przez wydawnictwo PIK w roku 1995 w tłumaczeniu Zbigniewa A. Królickiego.

## Opowiadania w antologii
- Legiony śmierci  (Legions of the Dead) - L. Sprague de Camp, Lin Carter
- Ludzie ze Szczytów (The People of the Summit) - Björn Nyberg, L. Sprague de Camp
- Cienie w mroku (Shadows in the Dark) - L. Sprague de Camp, Lin Carter
- Gwiazda Khorali (The Star of Khorala) - Björn Nyberg, L. Sprague de Camp
- Klejnot w wieży (The Gem in the Tower) - L. Sprague de Camp, Lin Carter
- Bogini z kości słoniowej (The Ivory Goddess) - L. Sprague de Camp, Lin Carter
- Krwawy księżyc (Moon of Blood) - L. Sprague de Camp, Lin Carter